# Saint-Léger-en-Yvelines
Saint-Léger-en-Yvelines település Franciaországban, Yvelines megyében. Lakosainak száma 1462 fő (2022. január 1.). Saint-Léger-en-Yvelines La Boissière-École, Les Bréviaires, Condé-sur-Vesgre, Gambaiseuil, Grosrouvre, Les Mesnuls, Montfort-l’Amaury és Poigny-la-Forêt községekkel határos.

## Népesség
A település népessége az elmúlt években az alábbi módon változott:
| Lakosok száma | 1456 | 1388 | 1407 | 1378 | 1385 | 1394 | 1402 | 1412 | 1462 |
|               | 2013 | 2015 | 2016 | 2017 | 2018 | 2019 | 2020 | 2021 | 2022 |